# Jeanne de Valois-Saint-Rémy
Jeanne de Valois-Saint-Rémy, também conhecida sob o nome de Condessa de La Motte (Fontette, 22 de julho de 1756 - Londres, 23 de agosto de 1791), é uma descendente distante de Henrique II de França, célebre por seu grande envolvimento no Caso do colar de diamantes, de Maria Antonieta, um dos acontecimentos que levou à ascensão da Revolução Francesa.

## Juventude e casamento
Jeanne de Valois nasceu em 22 de julho de 1756, na cidade francesa de Fontette (atual departamento de Aube) em uma família de sangue real caída na degradação e na miséria. Seu pai, Jacques de Saint-Remy, (1717-1762), que vivia de expedientes, era descendente de Henrique de Saint-Remy (1558-1621), filho bastardo de Henrique II de França e de Nicole de Savigny (1535-1590), dama de Fontette. Sua mãe, Marie Jossel de Saint-Remy, (assassinada em 1783), prostituia-se eventualmente. Jeanne tinha um irmão, Jacques (1751-1785) e uma irmã Marie-Anne (1757-1786). Segundo as Memórias do Conde Beugnot, as três crianças foram tiradas da situação em que se encontravam por seu pai e pelo abade de Langres. Segundo a fonte em que Alexandre Dumas se inspira para escrever o livro O Colar da Rainha, foi em Boulogne, para onde a família se mudou, que Jeanne e sua irmã foram notadas por um abade, que fez com que uma de suas paroquianas, Madame de Boulainvilliers, se interessasse por sua sorte.
De qualquer forma, a genealogia da família foi verificada e as crianças beneficiaram-se de disposições postas em prática para levar assistência aos enjeitados das famílias nobres mais pobres: Jacques recebeu uma modesta pensão de 1.000 libras e entrou para uma escola de oficiais; as moças foram colocadas num pensionato em Passy, depois dotadas de uma pensão de 900 libras e destinadas ao convento de Longchamps. Todavia, elas preferiram escapar e voltar para Bar-sur-Aube, onde encontraram refúgio junto à família Surmont. Abandonadas à sua sorte, seus pais há muito tempo haviam desaparecido de suas vidas. Jeanne será a única a figurar em crônicas (e a entrar para a História). Jacques morrerá em serviço em Port-Louis, Ilhas Maurício e Marie-Anne tornar-se-á canonesa.
Em 1780, Jeanne casa-se com Antoine-Nicolas de La Motte, sobrinho de M. Surmont, que se pretendia nobre, como muitos à época, e, além disso, oficial da marinha. O casal toma o título de "Conde e Condessa de La Motte-Valois".

## O Caso do Colar

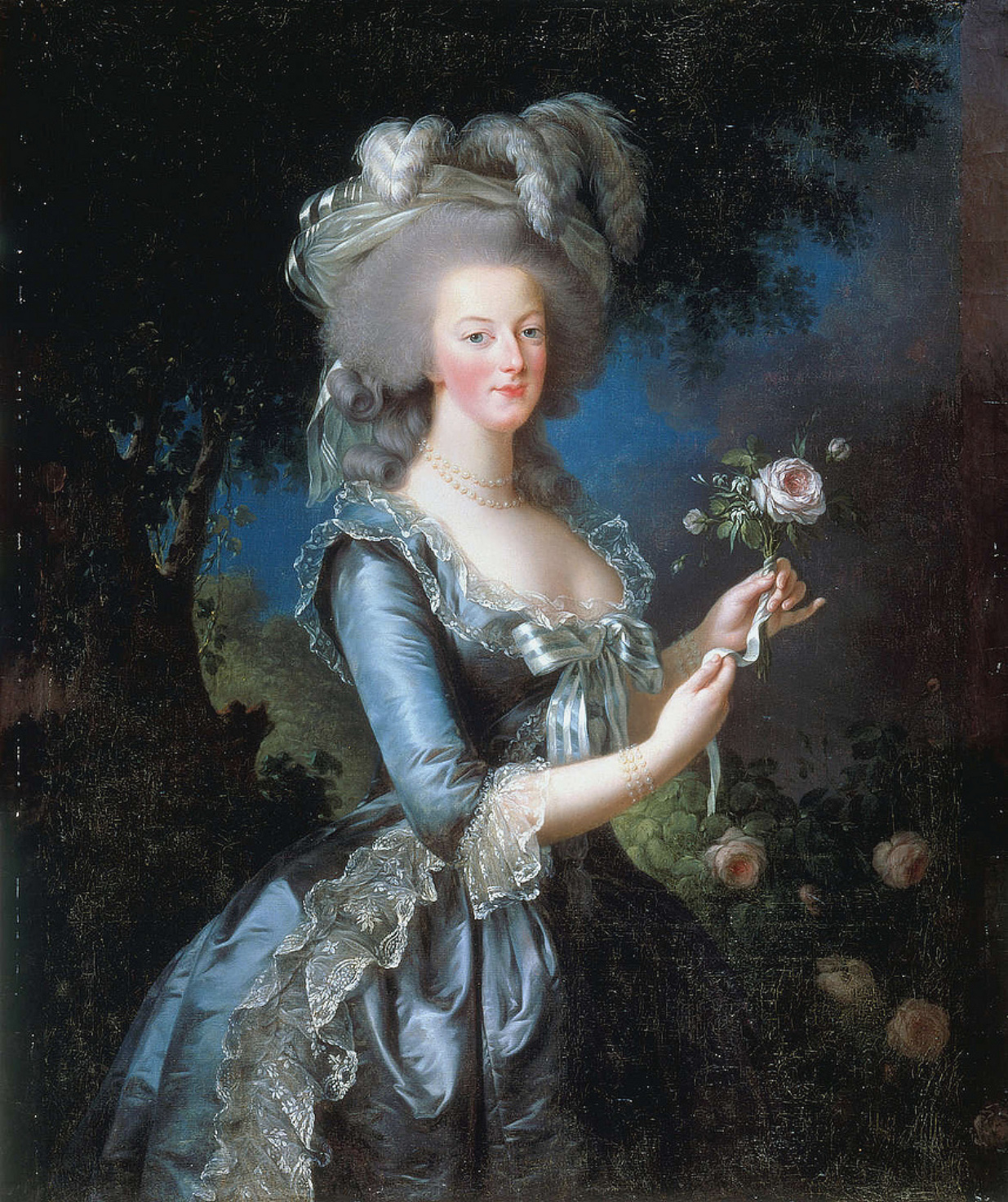
Maria Antonieta em 1783
Quadro de Vigée-Lebrun
Palácio de Versalhes

O marido de Jeanne rapidamente se mostrará incapaz de prover para as necessidades do casal. A condessa tem então a ideia de se valer de sua ascendência para obter vantagens financeiras. Frequentando o Palácio de Versalhes onde qualquer um, desde que vestido decentemente, podia penetrar, ela tenta diversas vezes fazer-se apresentar à rainha Maria Antonieta. Esta, prevenida de sua reputação duvidosa, jamais o permitiu.
O casamento entre Jeanne e seu marido foi um fracasso mas eles continuaram a morar juntos. Jeanne toma um amante, Marc Rétaux de Villette, um gigolô. Perto de 1783, Jeanne entra em contato com o bispo de Strasbourg, o Cardeal de Rohan. Ela havia espalhado rumores de que gozava dos favores da rainha e consegue dar esperanças ao cardeal que fazia há muito tempo cerco a Maria Antonieta, tentando obter um bispado. No entanto, a rainha tinha muito pouca estima pelo cardeal, que tecera calúnias contra ela quando de sua estada na corte de Maria Teresa da Áustria, mãe da atual rainha francesa, e o evitava.
No mesmo período, o joalheiro Charles Boehmer tentava vender ao rei Luís XVI um magnífico colar de diamantes, originalmente fabricado para Madame du Barry, amante do rei Luís XV. O joalheiro havia investido muito dinheiro na confecção do colar e arriscava falir se não encontrasse comprador. Após diversas negociações infrutíferas, ele havia chegado à conclusão que só o rei de França teria condições de desembolsar a quantia pedida. Mas Luís XVI, consciente do aspecto irracional da compra em um período onde os cofres do Estado estavam vazios, havia recusado.

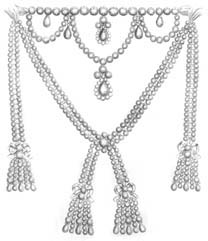
O Colar de Diamantes

A condesa então, com a ajuda do marido e do amante, agarra esta oportunidade para obter dinheiro. Rétaux de Villette, um exímio falsário, forja cartas assinadas pela rainha e endereçadas ao cardeal, onde a rainha demonstrava o desejo de possuir o colar, apesar do rei achar a compra despropositada. Ela pede ao cardeal um empréstimo da soma necessária para a satisfação de seus desejos. Jeanne de la Motte é designada como intermediária. O joalheiro também é contactado com um pedido para que entregue o colar a Jeanne para que esta o transmita à rainha. Para desfazer qualquer dúvida que porventura o cardeal de Rohan tenha, é arranjado um encontro entre este e a rainha Maria Antonieta. O cardeal encontra "Maria Antonieta" - na verdade uma sósia da rainha contratada pelo casal la Motte, uma prostituta chamada Nicole d'Oliva Leguay (ou Leguay) - à noite, nos jardins do Palácio de Versalhes e é iludido de que volta a estar em favor.
Com o colar nas mãos, o Conde de La Motte apressa-se em vender os diamantes em Paris e Londres. O caso só foi revelado quando ocorreu a prisão do cardeal. A Condessa de la Motte e Rétaux de Villette foram presos. Nicole d'Oliva Leguay e Joseph Balsamo, dito Cagliostro, (um autoproclamado mago que havia ajudado a condessa a persuadir o cardeal a comprar o colar) foram presos em Bruxelas. O Conde de La Motte fugiu para Londres.
O rei e a rainha exigem um processo público. Para explicar esta decisão, considerada insana pelos historiadores do passado, já que o casal real não estava diretamente implicado, o historiador Claude Manceron sugere que se tratava de por fim a rumores de que Jeanne de La Motte e Maria Antonieta mantinham um caso homossexual. Com efeito, como o cardeal, que conhecia muito bem a corte e não podia deixar de notar que a rainha ignorava Jeanne de La Motte em público, pode acreditar que Maria Antonieta havia encarregado a condessa de negociar a compra do colar ? Era bem possível que ele tivesse sido persuadido de que elas teriam um relacionamento homossexual em segredo, e teria sido espalhando este rumor que Jeanne teria persuadido as vítimas desta fraude. O grande intervalo ocorrido antes da consumação do casamento real já havia vazado e tornava aos olhos de muitos esta hipótese crível.
De qualquer forma, longe de lavar a honra da rainha, o processo manchou sua reputação e o público a viu no papel de culpada. O Cardeal de Rohan foi julgado inocente e absolvido, e o Rei Luís XVI o enviou rapidamente para o exílio. Nicole d'Oliva Leguay, a prostituta que se fez passar pela rainha, também foi inocentada, mas recebeu uma séria advertência verbal por seus feitos. Rétaux de Villette foi declarado culpado por falsificação e exilado, assim como Cagliostro. 
A Condessa de La Motte foi declarada culpada e condenada a ser chicoteada e marcada a ferro em brasa com um "V" de "Voleur" ("Ladrão"). No entanto, no momento da aplicação da pena, a condessa foi tão precipitada que o carrasco lhe aplicou o ferro no peito, provocando assim a compaixão pública. Ela foi condenada à prisão perpétua em "La Salpêtrière". Entretanto, meses depois ela fugiu e partiu para Londres, onde publicou suas "Memórias", contando suas falsas relações íntimas com a rainha. O "Caso do Colar da Rainha" foi um dos numerosos escândalos que deram origem à Revolução Francesa e destruiriam a Monarquia na França.
Jeanne de La Motte morreu em Londres em 23 de agosto de 1791, após cair da janela de seu quarto. Certas pessoas acreditam que ela foi assassinada por realistas mas, provavelmente, ela tentava fugir de seus credores.